# Лейва Педро
Лейва Педро (бл. 1602 — бл. 1660) — південноамериканський медик, касик народу малакат (поблизу міста Лоха, Еквадор).
Малакати використовували порошок кори хінного дерева для лікування ряду захворювань зокрема малярії котру завезли в Америку європейці.
У 1631 р. Лейва вилікував хворого на малярію єзуїта Х. Лопеса. Завдяки Педро Лейві європейська медицина одержала відомості про лікувальні властивості хінного дерева.